# ملانی همیلتون
ملانی همیلتون ویلکز (به انگلیسی: Melanie Hamilton) یک شخصیت داستانی است که برای اولین بار در رمان بربادرفته نوشته مارگارت میچل در سال ۱۹۳۶ ظاهر شد. در فیلم بربادرفته، او توسط اولیویا دی هاویلند به تصویر کشیده شد. ملانی خواهر شوهر اسکارلت اوهارا و بهترین دوست او است.